# بيلي دي سميث
بيلي دي سميث هو لاعب اللاكروس كندي، ولد في 30 يونيو 1982 في سانت كاثرينز في كندا.